# Djalminha
Djalminha, oziroma Djalma Feitosa Dias, brazilski nogometaš, * 9. december 1970.
Za brazilsko reprezentanco je odigral 14 uradnih tekem in dosegel pet golov.